# Яр Глибока Кобильня
Яр Глибока Кобильня (рос. Ов. Глубокая Кобыльня) — яр (річка) в Україні у Бериславському районі Херсонської області. Ліва притока Інгульця (басейн Дніпра).

## Опис
Довжина річки приблизно 10,02 км, найкоротша відстань між витоком і гирлом — 8,81 км, коефіцієнт звивистості річки — 1,14. Формується декількома балками та загатами. На деяких ділянках річка пересихає.

## Розташування
Бере початок на південній стороні від села Ольжине. Тече переважно на південний захід через село Новопетрівку і на північній околиці села Старосілля впадає в річку Інгулець, праву притоку Дніпра.
Населені пункти вздовж берегової смуги: Блакитне.

## Цікаві факти
- У XIX та XX століттях навколо яру існувало багато курганів (могил)[1][3].
- Біля села Старосілля річку перетинає автошлях Т 2207[2] (автомобільний шлях місцевого значення довжиною 127,2 км, що проходить через Бериславський район через Велику Олександрівку — Високопілля — Архангельське — Берислав).